# Korphe
Korphe (balti: ཀོརྰེ་) è un piccolo villaggio rurale appartenente ai territori del Gilgit-Baltistan, nel nord del Pakistan, nel Karakoram, situato sulle rive del fiume Braldu, nel distretto di Skardu, tra il piccolo centro abitato di Askole e il K2, la seconda montagna più alta del mondo.

## Economia

### Servizi
La scuola del paese è stata costruita dal Central Asia Institute (CAI), assicurando la scolarizzazione di almeno il 10% delle ragazze del villaggio. La scuola di Korphe è stata la prima delle 131 scuole che il CAI ha costruito in Pakistan, nel 1996.
Inoltre, il CAI ha costruito un nuovo ponte sul Braldu per consentire l'accesso al paese e un centro per le donne.

## Nella cultura di massa
Il luogo e le persone sono descritti nel libro Tre tazze di tè di Greg Mortenson, l'alpinista e fondatore del CAI, sperdutosi sul K2 e soccorso dagli abitanti del luogo, dove ha visto la difficile situazione della popolazione: ad esempio, moltissimi bambini scrivevano sul terreno con dei bastoncini sotto la supervisione di un'insegnante, che il villaggio poteva permettersi solo un giorno a settimana.